# Stazione di Versailles Rive-Droite
La stazione di Versailles Rive-Droite (in francese Gare de Versailles-Rive-Droite) è una stazione ferroviaria della cittadina di Versailles, nel dipartimento dell'Yvelines, capolinea della ferrovia Parigi-Versailles.

## Storia
La stazione di Versailles-Rive-Droite fu aperta il 2 agosto 1839 dalla Société anonyme du chemin de fer de Paris à Saint-Cloud et Versailles.

## Movimenti
La stazione è servita dai treni della linea L del Transilien.